# Eisenbahnunfall von Darlington (1928)

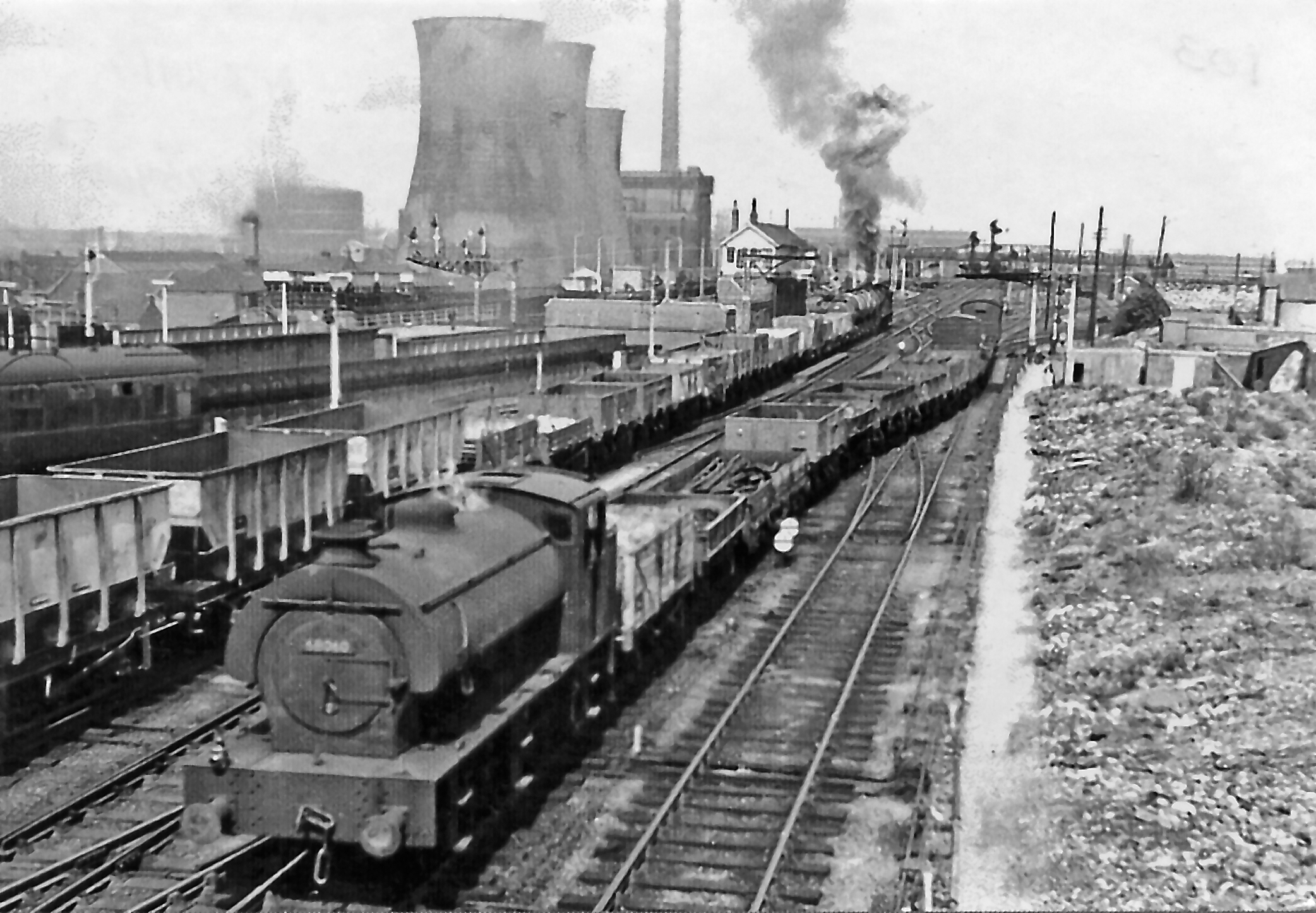
Bahnhof Darlington Bank Top 1961

Bei dem Eisenbahnunfall von Darlington kollidierten am 27. Juni 1928 im Bahnhof Bank Top in Darlington ein Sonderzug mit einem rangierenden Zug. 25 Menschen starben.

## Ausgangslage
Ein Heizer rangierte einen Stückgutzug im Bahnhof. Er besaß dafür eine entsprechende Berechtigung. Ihm fehlten allerdings die Ortskenntnisse im Bahnhof.
Auf einem Durchgangsgleis des Bahnhofs war einem Sonderzug von Scarborough nach Newcastle upon Tyne die Fahrt freigegeben. Mit diesem Zug waren zahlreiche Frauen der Mothers’ Union aus dem Bereich von Durham auf dem Rückweg von einem Ausflug nach Hetton-le-Hole unterwegs.

## Unfallhergang
Der Heizer überfuhr in der Dunkelheit gegen 22 Uhr ein „Halt“ gebietendes Signal, das die Einfahrt des Gleises, auf dem er rangierte, in das Durchgangsgleis sichern sollte. Vermutlich verwechselte er zwei Signale. Ein mitfahrender Rangierer bemerkte den Fahrfehler und versuchte den Heizer dadurch darauf aufmerksam zu machen, dass er die Bremse des Wagens, auf dem er mitfuhr, anzog. Das blieb vom fahrenden Heizer aber unbemerkt. Der Lokomotivführer des Sonderzuges wurde auf die Gefahrensituation erst sehr spät aufmerksam und konnte in den verbleibenden Sekunden die Geschwindigkeit seines Zuges kaum noch verringern. Der Sonderzug traf mit etwa 70 km/h auf die rangierende Einheit.

## Folgen
25 Menschen starben, 48 wurden darüber hinaus verletzt. Die Lokomotive des Stückgutzuges wurde zurück geschoben, mehrere der Stückgutwagen entgleisten. Die Lokomotive des Sonderzuges kippte aus dem Gleis und die drei nächst folgenden Wagen wurden schwer beschädigt: Der zweite und der dritte Wagen schoben sich ineinander. Der Untersuchungsbericht kritisierte, dass das Überfahren des „Halt“ zeigenden Signals nicht mit einer Automatic Train Control abgesichert war, die eine Zwangsbremsung ausgelöst hätte.